# Требенче
Требенче (словен. Trebenče) — поселення на північ від Церкно, Регіон Горішка, Словенія. Висота над рівнем моря: 453 м.